# Biskupství
Biskupství (deutsch Biskupstwo, 1939–1945 Bistum) ist eine Ansiedlung des Městys Náměšť na Hané in Tschechien. Sie liegt 15 Kilometer westlich von Olomouc und gehört zum Okres Olomouc.

## Geographie
Biskupství liegt am Fuße der Zábřežská vrchovina am Rande der Obermährischen Senke (Hornomoravský úval). Das Dorf befindet sich gegenüber von Náměšť na Hané linksseitig der Einmündung des Baches Baběnec in die Šumice. Westlich erhebt sich die Křemela (406 m) und im Nordwesten der Bořík (340 m). Östlich des Dorfes verläuft die Bahnstrecke Červenka – Prostějov, die nächste Bahnstation ist Náměšť na Hané.
Nachbarorte sind Senička im Norden, Senice na Hané im Nordosten, Loučany im Osten, Náměšť na Hané im Süden, Krakovec, Rovina und Olbramice im Westen sowie Nové Dvory im Nordwesten.

## Geschichte
Die erste schriftliche Erwähnung von Biskupici erfolgte 1131 im Güterverzeichnis des Olmützer Bischofs Heinrich Zdik als Besitz der Kirche St. Peter in Olmütz. Im Jahre 1403 wurde der Ort als Biskupicz und ab 1407 als Biskupstvo bezeichnet. Am 28. September 1415 siegelte Olbram von Panovice und Biskupství gemeinsam mit Parcifal I. von Náměšť auf einem Protestschreiben gegen die Verbrennung von Jan Hus. Weitere Namensformen waren Biskupstwie (1464), Biskupství blíže Náměšťě (1481), Biskupství (1482), Biskupice (1502) und Biskupstwo (1508). 1521 vereinigte Hynek von Zwole beide Anteile von Biskupstvo und Náměšť zu einer Herrschaft. Zu den nachfolgenden Besitzern gehörten ab 1556 die Herren von Würben auf Freudenthal, ab 1650 die Zástřizl von Morkovice, ab 1726 die Grafen Harrach und ab 1780 die Grafen Kinský. Die Matriken werden seit 1709 in Náměšť na Hané geführt. Im Jahre 1602 wurde der Ort als Piskowicz bezeichnet. Im Zuge der Parzellierung eines herrschaftlichen Hofes wurde 1792 die Kolonie Familienhof gegründet. Bis zur Mitte des 19. Jahrhunderts blieb Biskupstwo immer nach Namiescht untertänig.
Nach der Aufhebung der Patrimonialherrschaften bildete Biskupství/Biskupstwo mit dem Ortsteil Nové Dvory/Familienhof ab 1850 eine Gemeinde in der Bezirkshauptmannschaft Olmütz. Ab 1921 gehörte die Gemeinde zum Okres Olomouc-venkov. Während der deutschen Besetzung trug die Gemeinde den deutschen Namen Bistum. 1949 wurde Biskupství mit Nové Dvory nach Náměšť na Hané eingemeindet und zugleich dem Okres Olomouc-okolí zugeordnet. Seit 1961 gehört der Ort zum Okres Olomouc.

## Sehenswürdigkeiten
- Kapelle des hl. Martin in Nové Dvory, errichtet im Jahre 1800
- Mehrere Kreuze

## Söhne und Töchter des Ortes
- Ignaz Feigerle (1795–1863), katholischer Theologe und Bischof von St. Pölten